# Elect Sport N’Djamena FC
Der Elect Sport N’Djamena FC (Tout Puissant Elect-Sport de la Société Nationale de l'électricité FC) ist ein tschadischer Fußballverein aus N’Djamena. Er trägt seine Heimspiele im Stade Omnisports Idriss Mahamat Ouya aus.
Der Verein wurde 1964 gegründet und gewann 1988, 1990, 1992 und 2008 den Championnat National. Im Coupe du Tschad gelang ihnen bisher kein Titel, lediglich 1993 konnten sie das Finale erreichen. Der Klub nahm mehrmals an den afrikanischen Wettbewerben teil, scheiterte da aber bereits in der ersten Spielrunde.

## Statistik in den CAF-Wettbewerben
| Wettbewerb                          | Runde          | Gegner                      | Hinspiel | Rückspiel |  |
| ----------------------------------- | -------------- | --------------------------- | -------- | --------- |  |
|                                     |                |                             |          |           |  |
| African Cup of Champions Clubs 1991 | 1. Runde       | JS Kabylie                  | 0:6 (A)  | 1:0 (H)   |  |
| African Cup of Champions Clubs 1993 | Qualifikation  | Sahel SC                    | 0:2 (A)  | 0:2 (H)   |  |
| CAF Cup 1994                        | 1. Runde       | Olympic FC de Niamey        | n. a.    | n. a.     |  |
| CAF Champions League 2009           | Qualifikation  | Kano Pillars                | 0:2 (A)  | 0:0 (H)   |  |
| CAF Confederation Cup 2013          | Qualifikation  | Panthère Sportive du Ndé FC | 0:2 (A)  | 1:1 (H)   |  |
| CAF Confederation Cup 2015          | Qualifikation  | Al-Ittihad                  | 1:6 (A)  | 0:1 (H)   |  |
| CAF Champions League 2018/19        | Qualifikation  | IR Tanger                   | 0:1 (A)  | 0:0 (H)   |  |
| CAF Champions League 2019/20        | Qualifikation  | AO Cercle Mbéri Sportif     | 0:0 (A)  | 2:0 (H)   |  |
|                                     | 1. Runde       | Espérance Tunis             | 1:1 (H)  | 1:2 (A)   |  |
| CAF Confederation Cup 2019/20       | Play-off-Runde | Djoliba AC                  | 0:1 (H)  | 0:4 (A)   |  |

- 1994: Der Verein verzichtete nach der Auslosung auf die Teilnahme am Wettbewerb.